# Береговая охрана (Россия)
Берегова́я охра́на Пограни́чной слу́жбы Федера́льной слу́жбы безопа́сности Росси́йской Федера́ции (БОХР ПС ФСБ России) — пограничные органы и их органы управления в составе Пограничной службы Федеральной службы безопасности Российской Федерации (ПС ФСБ России), задачей которых является защита, охрана и оборона водных рубежей (береговая охрана) Государственной границы Российской Федерации, а также биологических ресурсов внутренних морских вод, исключительной экономической зоны и континентального шельфа Российской Федерации.
Целью сформирования Береговой охраны ПС ФСБ России является создание современной комплексной и многофункциональной системы защиты национальных интересов России в пограничной сфере на приграничной территории (морское побережье, внутренние морские воды и территориальное море), в исключительной экономической зоне и на континентальном шельфе России, учитывающей происходящие изменения в политической, экономической, социальной жизни в стране и обеспечивающей благоприятные условия для осуществления законной экономической, промысловой и иной деятельности в морском пограничном пространстве России.
В настоящее время управление деятельностью Береговой охраны осуществляется Департаментом береговой охраны Пограничной службы ФСБ России.

## История
После окончания в 1945 году Великой Отечественной войны (ВОВ), охрану морских рубежей СССР вплоть до его распада осуществляли Морские части пограничных войск (МЧПВ), которые были сформированы 17 августа 1945 года приказом Народного комиссара внутренних дел СССР на основе Морской пограничной охраны НКВД СССР (Морпогранохраны НКВД СССР или МПО НКВД СССР), в связи с возвращением пограничным войскам кораблей, катеров, вспомогательных судов, баз и личного состава Морпогранохраны НКВД, мобилизованных в состав ВМФ СССР после начала ВОВ.
Советский период истории Морпогранохраны НКВД СССР, в свою очередь, начинается со сформированной в 1918 году первой советской пограничной флотилии — пограничной флотилии Чудского района Петроградского округа пограничной охраны в составе Пограничной охраны границы РСФСР (на участке российско-германской границы, образованной по результатам Брестского мирного договора). В период Гражданской войны и сложившейся в связи с этим сложной экономической и военно-политической обстановки, вновь образованная Пограничная охрана Советской России переходила из ве́дения одного ведомства в другое: изначально (с мая 1918 года) — в составе Наркомфина, с июня 1918 года — в Наркомторгпроме, с июля 1919 года — в подчинении Наркомвоена, с ноября 1920 года — в ве́дении ВЧК, пока наконец в октябре 1921 года не была упразднена и влита в состав вооружённых сил, которым передавались задачи охраны и обороны границы.
Вторым основным этапом развития Морпогранохраны стало формирование в начале 1923 года четырёх пограничных флотилий (Северной, Финско-Ладожской, Черноморской и Каспийской) и Амударьинского отряда пограничных судов (4 моторных катера) в составе созданного в конце 1922 года Отдельного пограничного корпуса (ОПК) войск ГПУ при НКВД РСФСР (после 15 ноября 1923 года — войск ОГПУ при СНК СССР). Однако сформированные пограничные флотилии просуществовали менее года — уже первая навигация 1923 года показала, что малочисленность судового состава, отсутствие надёжных средств связи и управления, недостаток подготовленного плавсостава не позволяют штабам флотилий самостоятельно организовать охрану морской границы. Сначала, 12 октября 1923 года, приказом ГПУ при НКВД РСФСР № 418 Черноморская пограничная флотилия была расформирована и разделена на четыре отряда пограничных судов (1-й Украинский, 2-й Крымский, 3-й Северо-Кавказский и 4-й Закавказский), при этом Финско-Ладожская пограничная флотилия была переименована в Балтийскую, а затем, в соответствии с приказом ОГПУ при СНК СССР от 25 февраля 1924 года, все пограничные флотилии и черноморские отряды пограничных судов были расформированы и вошли в состав сухопутных пограничных соединений и частей — пограничных отрядов и отдельных пограничных комендатур соответственно, на участках которых они действовали. На Дальнем Востоке формирование Морпогранохраны после вхождения ДВР в состав РСФСР происходило в соответствии с приказом ОГПУ при СНК СССР от 30 мая 1924 года — был образован Владивостокский отряд пограничных судов, который из-за крайне малочисленного корабельно-катерного состава вынужден был прибегать к помощи Морских сил Дальнего Востока (бывшего НРФ ДВР), также на тот момент относительно малочисленных.
Следующим этапом развития Морпогранохраны в 1927—1928 годах стало сведение её корабельно-катерного и личного составов в морские пограничные базы, подчинённые управлениям соответствующих сухопутных пограничных соединений (Архангельская, Мурманская, Одесская, Севастопольская, Новороссийская, Батумская, Бакинская морские базы, Морская окружная база Ленинградского округа, Морская пограничная база Управления пограничной охраны Полномочного представительства ОГПУ Дальневосточного края в г. Владивостоке, Амударьинская и Амурская речные базы). Организационно личный состав Морпогранохраны ОГПУ был подчинён управлениям соответствующих морских (речных) баз, а в оперативном отношении — командованию пограничных отрядов и отдельных пограничных комендатур, на участках которых действовали корабли и катера.
В мае 1929 года произошёл ещё один этап реорганизации Морпогранохраны — на основе морских пограничных баз были созданы окружные пограничные базы, подчинённые теперь непосредственно управлениям погранохраны региональных полномочных представительств ОГПУ при СНК СССР, однако сохранившим при этом подчинение по оперативным вопросам командованию пограничных отрядов и отдельных пограничных комендатур, на участках которых они действовали. В целом к началу 1930-х годов была сформирована организационно-штатная структура частей Морпогранохраны ГПУ—ОГПУ (после 10 июля 1934 года — Морпогранохраны НКВД СССР) и завершено их первичное укомплектование корабельно-катерным составом.
В послевоенный период, связанный с формированием и оптимизацией организационно-штатной структуры МЧПВ НКВД СССР, Пограничные войска вместе с входящими в их состав МЧПВ в течение 1945—1957 годов последовательно входили в структуру различных силовых ведомств Советского Союза: НКВД (1945—1946), МВД (1946—1949), МГБ (1949—1953), затем опять МВД (1953—1957). В 1957 году Морские части пограничных войск, вместе с остальными пограничными частями, вошли в состав Комитета государственной безопасности при Совете министров СССР, в 1978 году преобразованного в самостоятельный государственный комитет — Комитет государственной безопасности СССР (КГБ СССР).
3 декабря 1991 года КГБ СССР был упразднён, на основе его бывших структур создаются 3 отдельных ведомства: Межреспубликанская служба безопасности, Центральная служба разведки и Комитет по охране государственной границы СССР. В ве́дение последнего передаются полномочия по охране государственной границы, в связи с чем Пограничные войска с входящими в их состав Морскими частями переходят в его подчинение.
| Военно-морской флаг кораблей (катеров) и судов пограничных войск | Краснознамённый военно-морской флаг кораблей (катеров) пограничных войск                                                                                                   | Гюйс кораблей 1-го и 2-го ранга пограничных войск |
| ---------------------------------------------------------------- | --- | ------------------------------------------------- |
|                                                                  | |                                                   |
|                                                                  | Военно-морской флаг единственного на тот момент орденоносного корабля пограничных войск Российской Федерации — ПСКР «Дзержинский» проекта 11351 (годы в строю: 1984—2023). |                                                   |
| Вымпел кораблей (катеров) пограничных войск                      | |                                                   |
|                                                                  | |                                                   |
| Пропорция 1:30.                                                  | |                                                   |

### Морские части Пограничных войск
После распада СССР, 12 июня 1992 года в составе созданного 24 января 1992 года Министерства безопасности Российской Федерации (МБРФ) за счёт численности Комитета по охране государственной границы и подчинённых ему войск образовываются Пограничные войска Российской Федерации, включая одну из их составляющих — Морские части Пограничных войск Российской Федерации (МЧПВ России).
28 октября 1992 года, в связи с образованием Пограничных войск Российской Федерации в составе МБРФ, Указом Президента Российской Федерации № 1309 упраздняется Комитет по охране государственной границы СССР.
В пятницу 11 июня 1993 года в МЧПВ России был произведён торжественный вечерний спуск военно-морских флагов кораблей и судов пограничных войск СССР, а на следующий день в 9 часов утра 12 июня 1993 года — в День России, произведён торжественный подъём флагов кораблей, катеров и судов Пограничных войск Российской Федерации.
21 декабря 1993 года МБРФ также упраздняется — на его основе создаётся Федеральная служба контрразведки Российской Федерации. При этом 30 декабря 1993 года на основе Пограничных войск и их органов управления создаётся самостоятельный федеральный орган исполнительной власти: Федеральная пограничная служба — Главное командование Пограничных войск Российской Федерации (ФПС — Главкомат).
| Флаг кораблей, катеров и судов Пограничных войск Российской Федерации   | Краснознамённый флаг кораблей, катеров и судов Пограничных войск Российской Федерации                                                                       | Гюйс кораблей 1-го и 2-го ранга Пограничных войск Российской Федерации |
| ----------------------------------------------------------------------- | --- | ---------------------------------------------------------------------- |
|                                                                         | |                                                                        |
|                                                                         | Флаг единственного на тот момент орденоносного корабля Пограничных войск Российской Федерации — ПСКР «Дзержинский» проекта 11351 (годы в строю: 1984—2023). |                                                                        |
| Вымпел кораблей, катеров и судов Пограничных войск Российской Федерации | |                                                                        |
|                                                                         | |                                                                        |
| Пропорция 1:30 (для кораблей).                                          | |                                                                        |
|                                                                         | |                                                                        |
| Пропорция 1:12 (для катеров).                                           | |                                                                        |

### Морские силы Пограничных войск
В 1994 году в составе ФПС — Главкомата происходит реорганизация МЧПВ России в Морские силы Пограничных войск Российской Федерации. Создаётся Командование морскими силами Пограничных войск Российской Федерации — вместо должности Заместителя командующего Пограничными войсками Российской Федерации по морской части утверждается должность Командующего морскими силами Пограничных войск Российской Федерации.
30 декабря 1994 года ФПС — Главкомат меняет наименование и преобразовывается в Федеральную пограничную службу Российской Федерации (ФПС России).
По состоянию на 1996 год Морские силы пограничных войск насчитывали около 270 кораблей первых трёх рангов и до 700 катеров различного назначения.

### Морская охрана
29 августа 1997 года, в соответствии с Указом Президента Российской Федерации № 950 «О мерах по обеспечению охраны морских биологических ресурсов и государственного контроля в этой сфере», на основе Морских сил Пограничных войск, а также штатного состава и материально-технических средств центрального аппарата и региональных органов рыбоохраны Министерства сельского хозяйства и продовольствия Российской Федерации (Минсельхозпрода России), в составе ФПС России формируется Морская охрана Федеральной пограничной службы Российской Федерации (МОХР ФПС России).

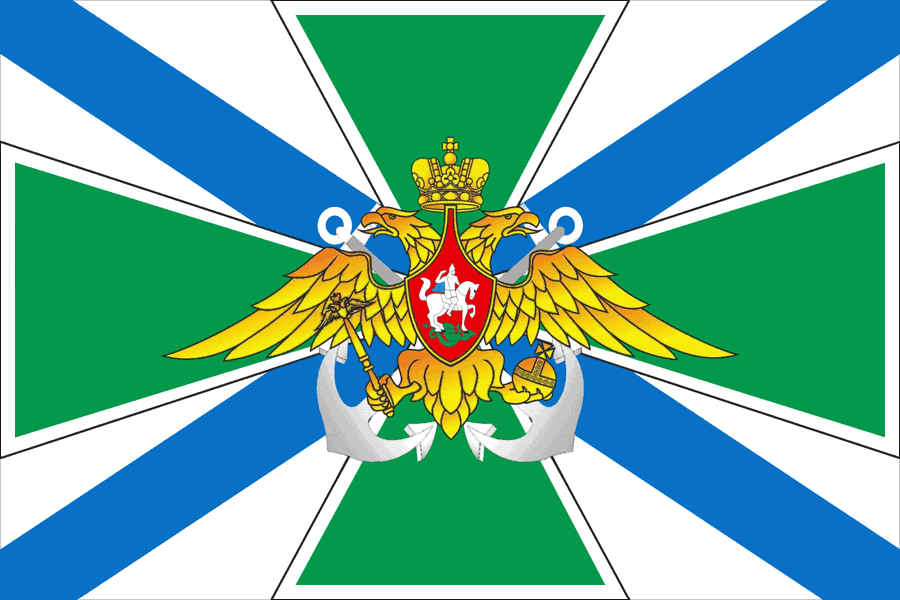
Флаг органов Морской охраны ФПС России в 1999—2003 годах.

С этого периода на МОХР ФПС России, кроме обороны водных рубежей Государственной границы Российской Федерации, возлагаются задачи по охране водных биологических ресурсов во внутренних морских водах, а также Каспийском и Азовском морях. В составе ФПС России образовывается орган управления Морской охраны — Департамент морской охраны. Заместителем директора — начальником Департамента морской охраны ФПС России назначается адмирал И. И. Налётов, с 1999 года — вице-адмирал В. К. Логвиненко.
В подчинение Департамента морской охраны, кроме уже имеющихся пограничных воинских формирований укомплектованных военнослужащими, поступают органы охраны морских биологических ресурсов (ОМБИР) — государственные морские инспекции и т. п., сформированные из сотрудников и судов бывших органов рыбоохраны Минсельхозпрода России. Работники органов ОМБИР вводятся в организационно-штатную структуру ФПС России в качестве федеральных государственных служащих и гражданского персонала, состоящих на должностях руководителей и специалистов государственных морских инспекций, групп патрульных судов и структурных подразделений, а также плавающего состава патрульных судов (катеров) органов Морской охраны.
В 2002 году, на основании 9-й статьи Федерального закона «О Пограничной службе Российской Федерации» и «Положения об органах морской охраны Пограничной службы Российской Федерации», Департамент морской охраны реорганизуется в Морской департамент ФПС России.
1 июля 2003 года Федеральная пограничная служба Российской Федерации упраздняется, а её функции передаются в ведение созданной этим же Указом Пограничной службе в составе Федеральной службы безопасности Российской Федерации (ФСБ России). Для организации деятельности вновь созданной структуры образовывается Организационный департамент Пограничной службы ФСБ России, в составе которого на основе бывшего Морского департамента организуется Морское управление ПС ФСБ России — орган управления Морской охраны Пограничной службы ФСБ России (МОХР ПС ФСБ России).

### Береговая охрана
20 июля 2004 года на основе Морской охраны ПС ФСБ России была образована Береговая охрана Пограничной службы ФСБ России (БОХР ПС ФСБ России). В Организационном департаменте ПС ФСБ России бывшее Морское управление реорганизуется в Управление береговой охраны Пограничной службы ФСБ России.
Пограничный сторожевой корабль «Воровский» проекта 11351
(годы в строю: 1990—2017)
С 1 января 2005 года пограничные сторожевые корабли (катера) и суда БОХР ПС ФСБ России сменили расцветку — вместо традиционного шарового (серого) цвета стали окрашиваться согласно мировым стандартам береговой охраны: корпус — синий, надстройка — белый, верхняя палуба — кирпично-красный.
В 2005 году в Российской Федерации упраздняется такой вид силовых структур как пограничные войска — с этого времени все воинские формирования, государственные учреждения, инспекторские органы и их органы управления Пограничной службы ФСБ России (в том числе и Береговой охраны) носят наименование пограничные органы.
Одновременно с этим, в 2005 году в Пограничной службе ФСБ России начинается перевод системы комплектования личного состава воинских частей (кораблей) пограничных органов полностью на контрактную основу, с постепенным сокращением числа военнослужащих, проходящих военную службу по призыву. Процесс перехода на контрактную основу, в равной степени затронувший и органы БОХР ПС ФСБ России, завершился к началу 2009 года.
20 августа 2007 года Управление береговой охраны преобразовывается в Департамент береговой охраны Пограничной службы ФСБ России. В настоящее время основу личного состава органов Береговой охраны, как и всех пограничных органов ПС ФСБ России, составляют военнослужащие, проходящие военную службу по контракту, за исключением органов ОМБИР, укомплектованных федеральными государственными служащими и гражданским персоналом.
| Флаг кораблей, катеров и судов пограничных органов   | Гюйс кораблей 1-го и 2-го ранга пограничных органов |
| ---------------------------------------------------- | --------------------------------------------------- |
|                                                      |                                                     |
| Вымпел кораблей, катеров и судов пограничных органов |                                                     |
|                                                      |                                                     |
| Пропорция 1:20 (для кораблей).                       |                                                     |
|                                                      |                                                     |
| Пропорция 1:12 (для катеров).                        |                                                     |

## Состав
Департамент береговой охраны ПС ФСБ России имеет в своём распоряжении пограничные сторожевые корабли (ПСКР) и пограничные сторожевые катера (ПСКА), предназначенные для несения охраны водных рубежей Государственной границы Российской Федерации, пограничные патрульные корабли, катера и суда органов охраны морских биологических ресурсов, а также суда обеспечения различных классов и проектов.
Основными из них являются:
- корабли проектов 11351, 10410, 205П, 745, 1208, 1248, 1124, 12412, 97П, 22100, 22460;
- катера проектов 1496, П-376, П-1415, 1400, 14310, 371У, 12200;
- патрульные суда и катера проектов 22120, 850285[32], 13031, 502, 810, 12150;
- корабли и катера снабжения проектов 1595, 16900A, 16931, 1481.

## Начальники
- контр-адмирал Ильев Николай Яковлевич (1991—1993)[33];
- контр-адмирал, затем вице-адмирал Кудинов Николай Никифорович (1993—1996)[33][12];
- адмирал Налётов Иннокентий Иннокентьевич (1996—1999)[34];
- вице-адмирал Логвиненко Валерий Константинович (1999—2004)[35];
- вице-адмирал Сержанин Вячеслав Михайлович (2004—2006);
- генерал-полковник Труфанов Виктор Трофимович (2006—2011);
- вице-адмирал Алексеев Юрий Станиславович (2011—2017);
- адмирал Медведев Геннадий Николаевич (2017—2022)[36].

| Флаг заместителя командующего Пограничными войсками Российской Федерации по морской части (1993—1994), а затем командующего морскими силами Пограничных войск Российской Федерации (1994—2008) | Флаг заместителя руководителя Службы — руководителя департамента Береговой охраны Пограничной службы ФСБ России с 2009 года |
| --- | --- |
| | |
| Поднимаются на грот-стеньге (на фор-стеньге — при одной мачте) корабля, катера или судна пребывания должностного лица.                                                                         | |

## Учебные заведения
- Институт береговой охраны ФСБ России — основан в 2007 году в городе Анапе[39].

## Галерея

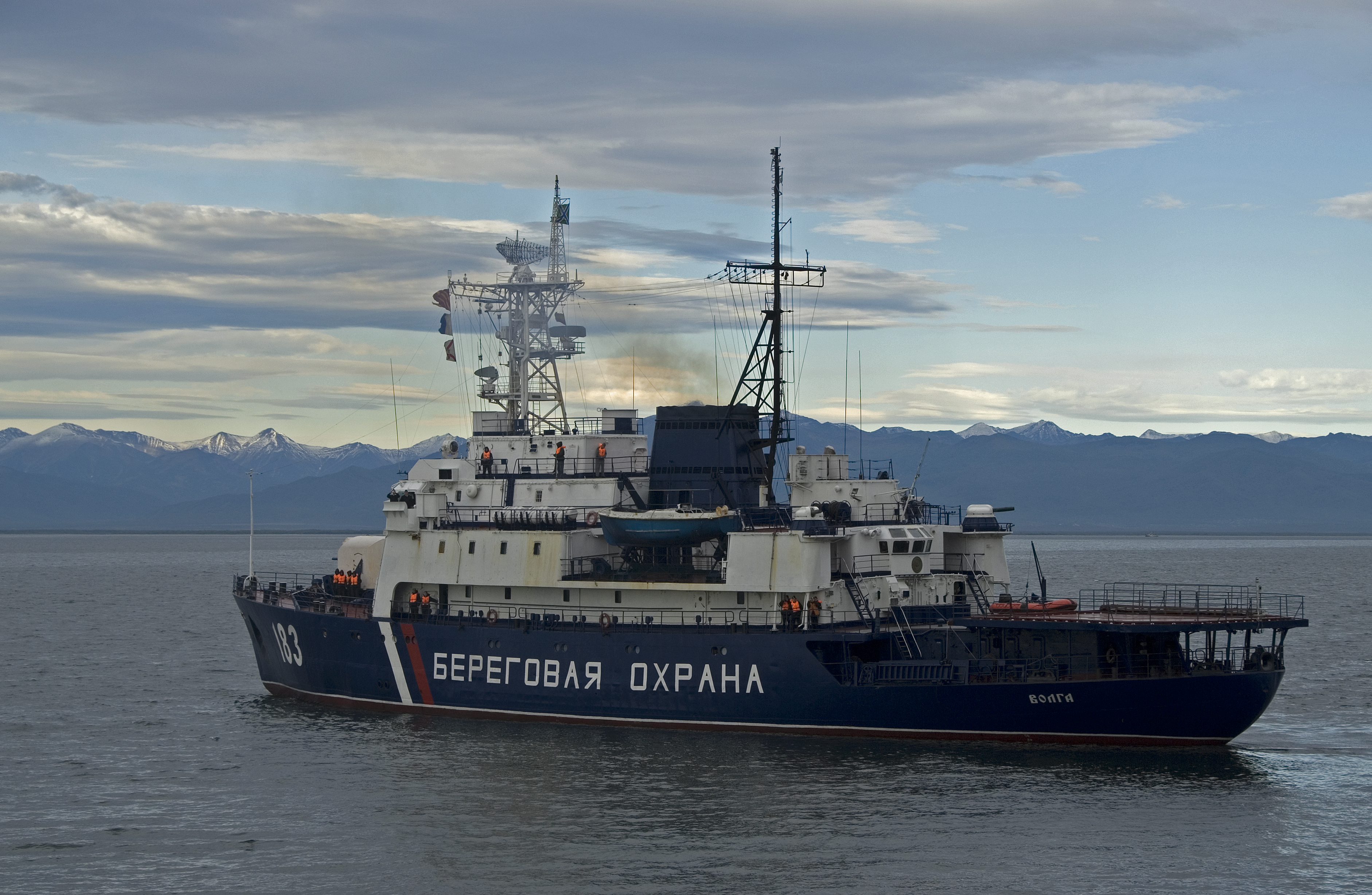
ПСКР «Волга» проекта 97П из состава Пограничного управления (ПУ) ФСБ России по восточному арктическому району, Петропавловск-Камчатский (2007 год).
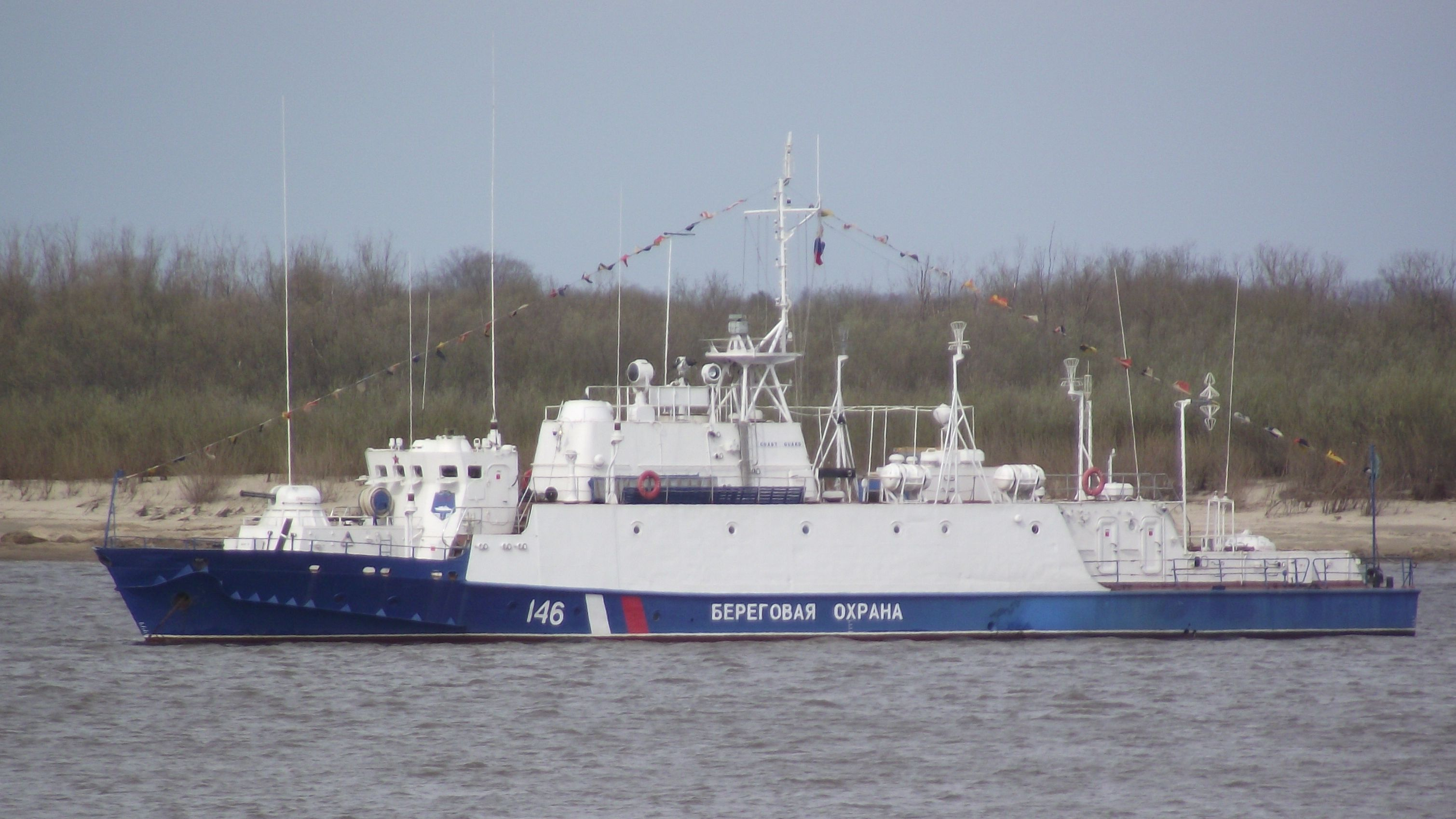
ПСКР-54 проекта 1249 из состава ПУ ФСБ России по Хабаровскому краю и Еврейской автономной области (2011 год).
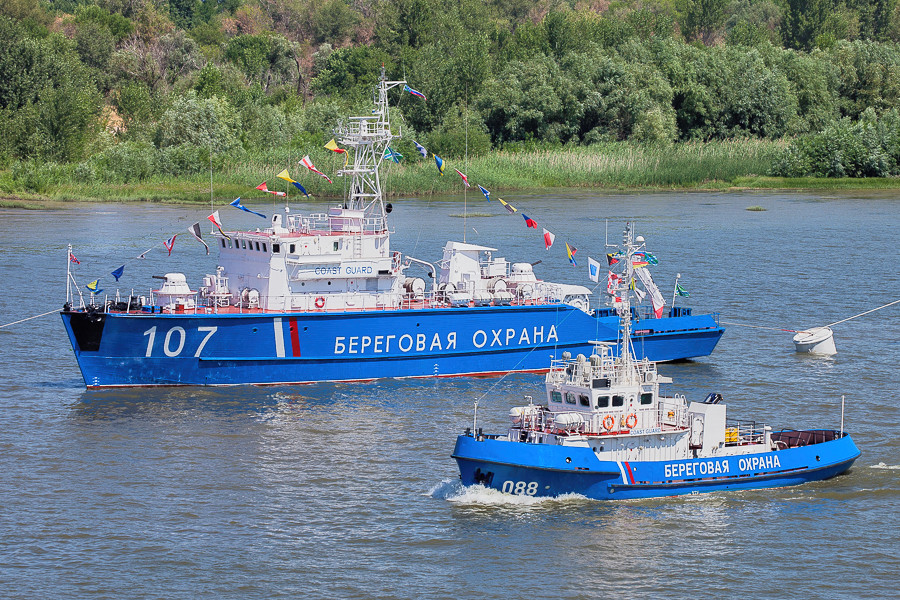
ПСКР «Астраханец» (бортовой номер 107) проекта 1265Э и пограничный сторожевой катер ПСКА-295 (бортовой номер 088) проекта 1496М1 из состава ПУ ФСБ России по Республике Калмыкия и Астраханской области на военно-морском параде Каспийской флотилии в честь празднования Дня Военно-Морского Флота в Астрахани (2015 год).
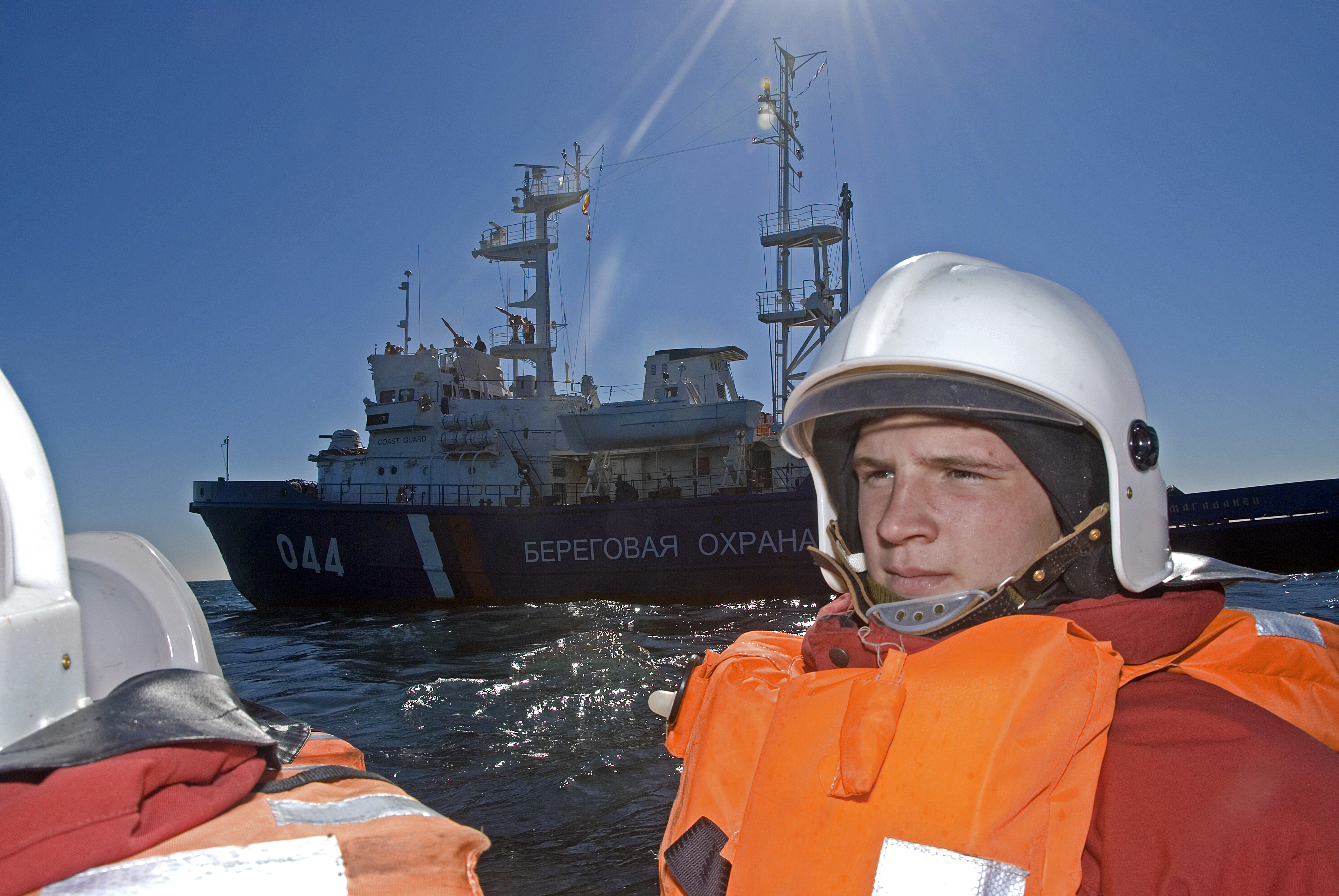
Отработка совместных противопожарных действий экипажами пограничного сторожевого корабля БОХР ПС ФСБ России «Магаданец» проекта 745П (на заднем плане) и куттера Береговой охраны США «Баутвелл»[англ.] (англ. USCGC Boutwell) в ходе Северо-Тихоокеанского форума органов береговой охраны[англ.] — 2007, Петропавловск-Камчатский (21 сентября 2007 года).
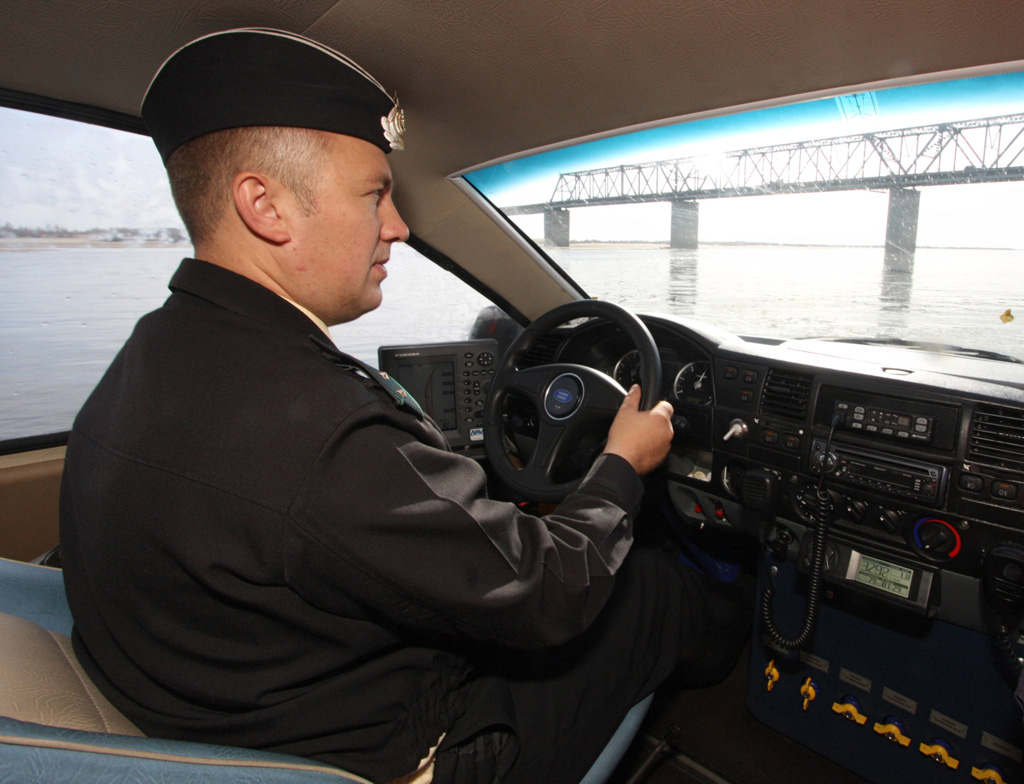
Пограничный наряд на ПСКАВП типа «Марс-700» из состава Отряда пограничных сторожевых кораблей ПУ ФСБ России по Амурской области, Благовещенск (2010 год).
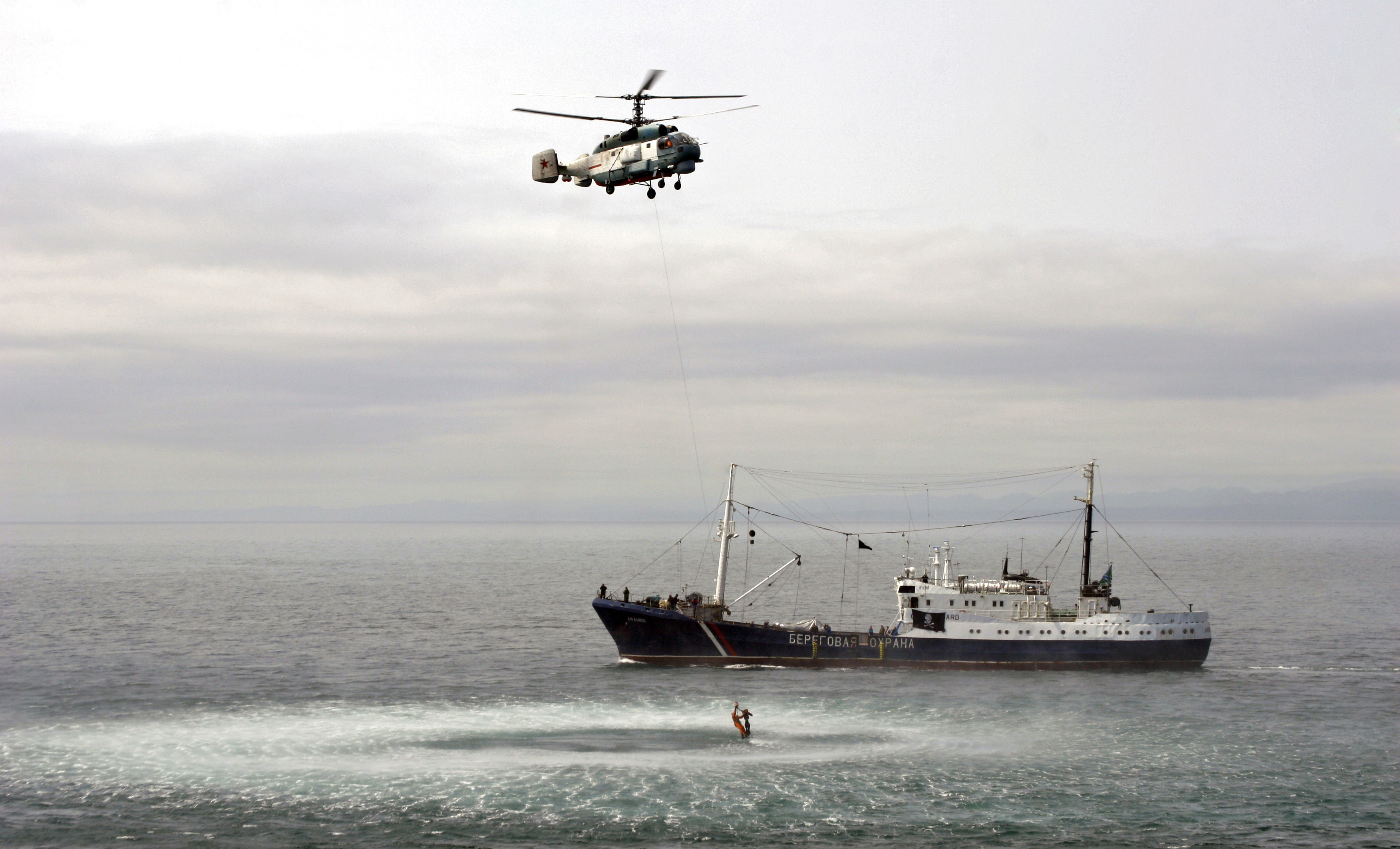
Отработка поисково-спасательных действий экипажем вертолёта Ка-27ПС авиации ФСБ России — подъём из воды «пострадавшего» в ходе российско-японских учений пограничных служб в заливе Анива. На заднем плане: условно-пиратское судно-нарушитель с «Весёлым Роджером» на борту — пограничное патрульное судно ОМБИР Береговой охраны ПС ФСБ России «Афалина» проекта 502Р (2009 год)[40].
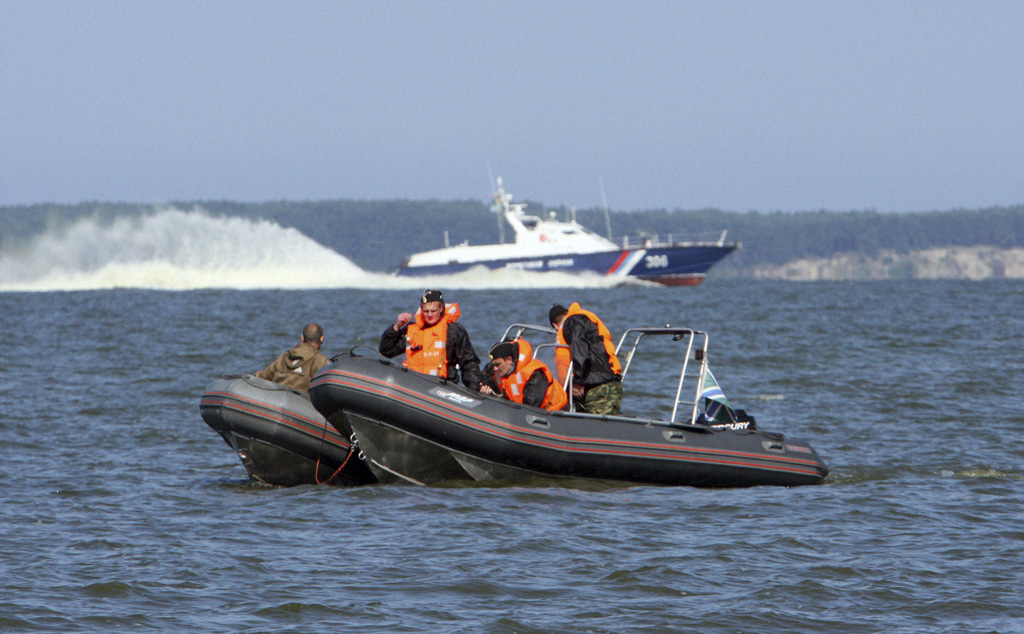
Военнослужащие пограничных органов ФСБ России задерживают лодку условных нарушителей государственной границы на учениях в районе пограничного пункта «Мамоново». На заднем плане: пограничный сторожевой катер ПСКА-306 проекта 12200 из состава ПУ ФСБ России по Калининградской области (2011 год).
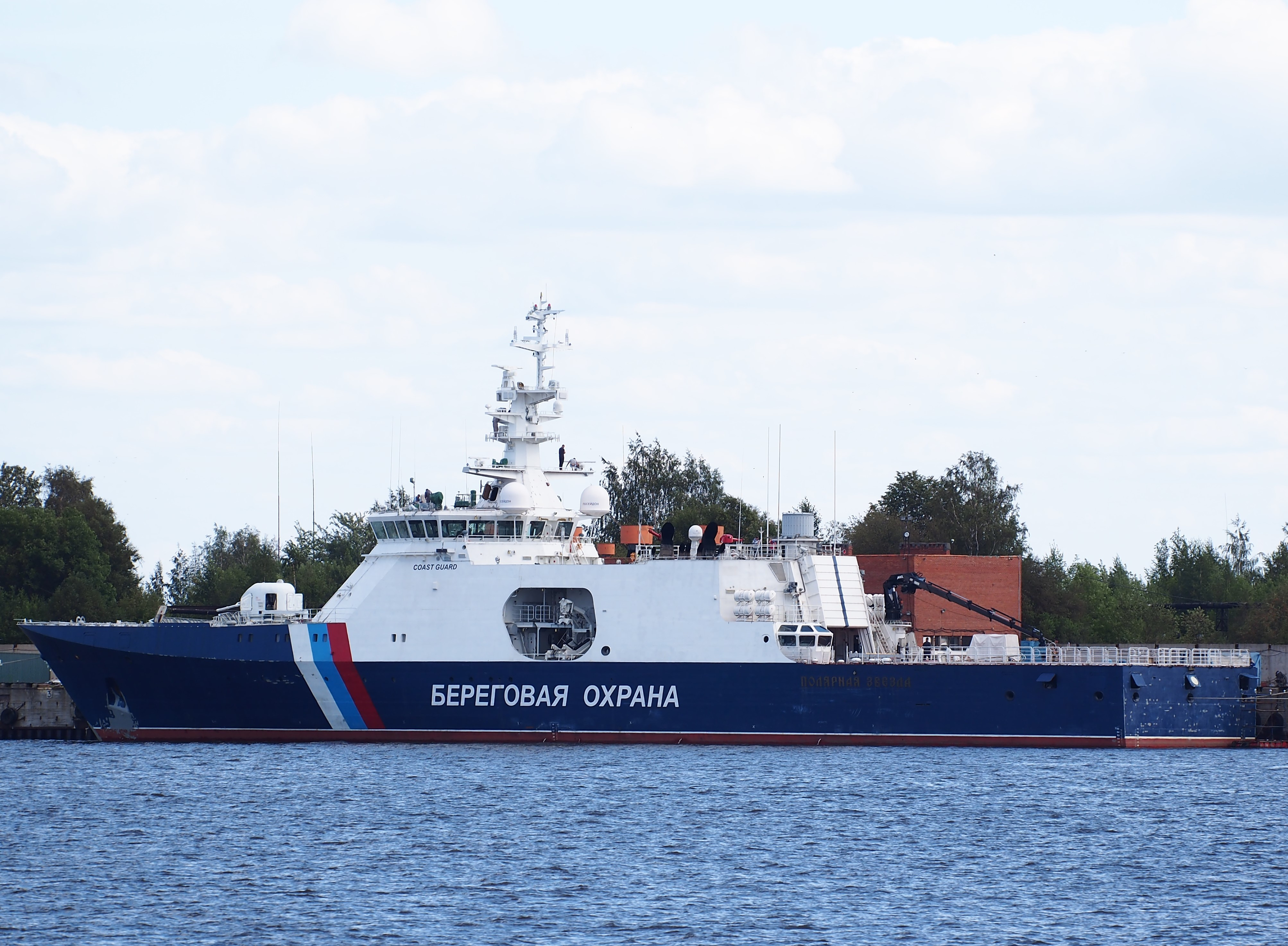
ПСКР «Полярная звезда» проекта 22100 в Кронштадте перед вводом в строй (10 августа 2016 года). После ввода в строй 17 декабря 2016 года вошёл в состав ПУ ФСБ России по западному арктическому району.
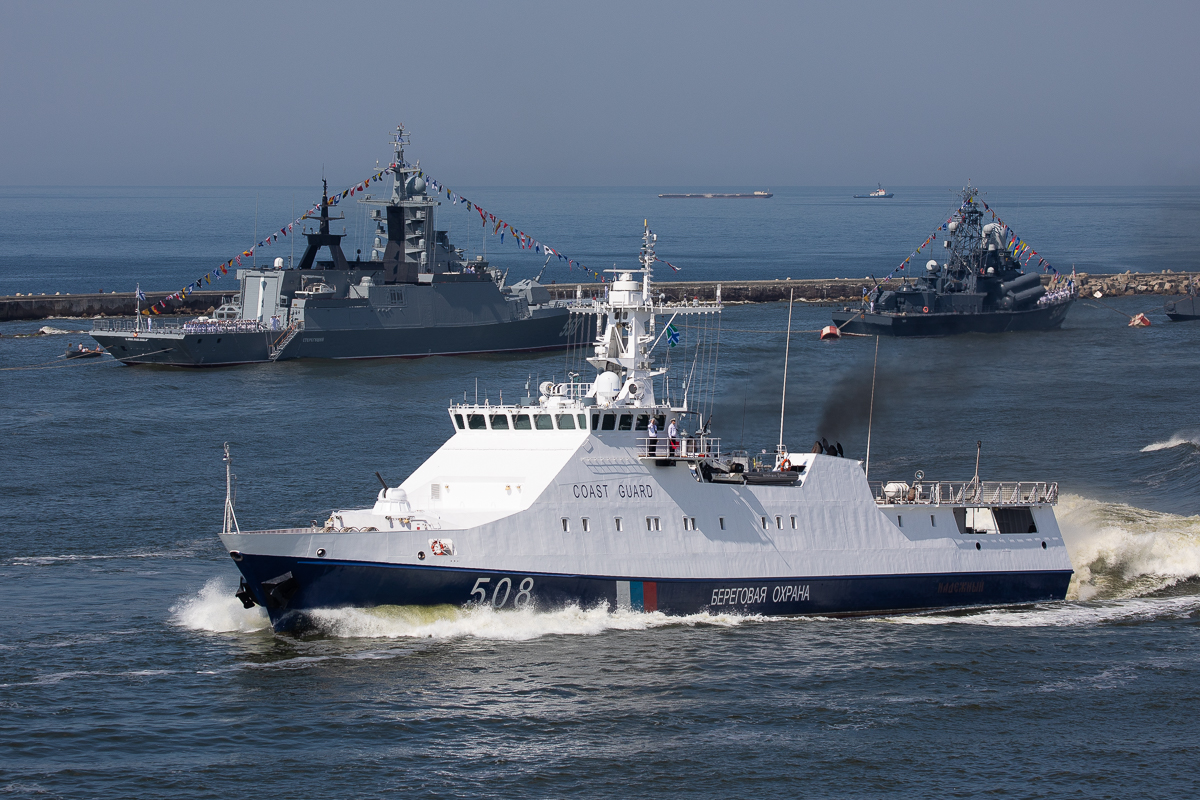
ПСКР «Надёжный» проекта 22460 из состава ПУ ФСБ России по Калининградской области на военно-морском параде Балтийского флота в честь празднования Дня ВМФ в Балтийске (2018 год). На заднем плане слева направо: корвет «Стерегущий» и малый ракетный корабль «Зыбь» ВМФ России.
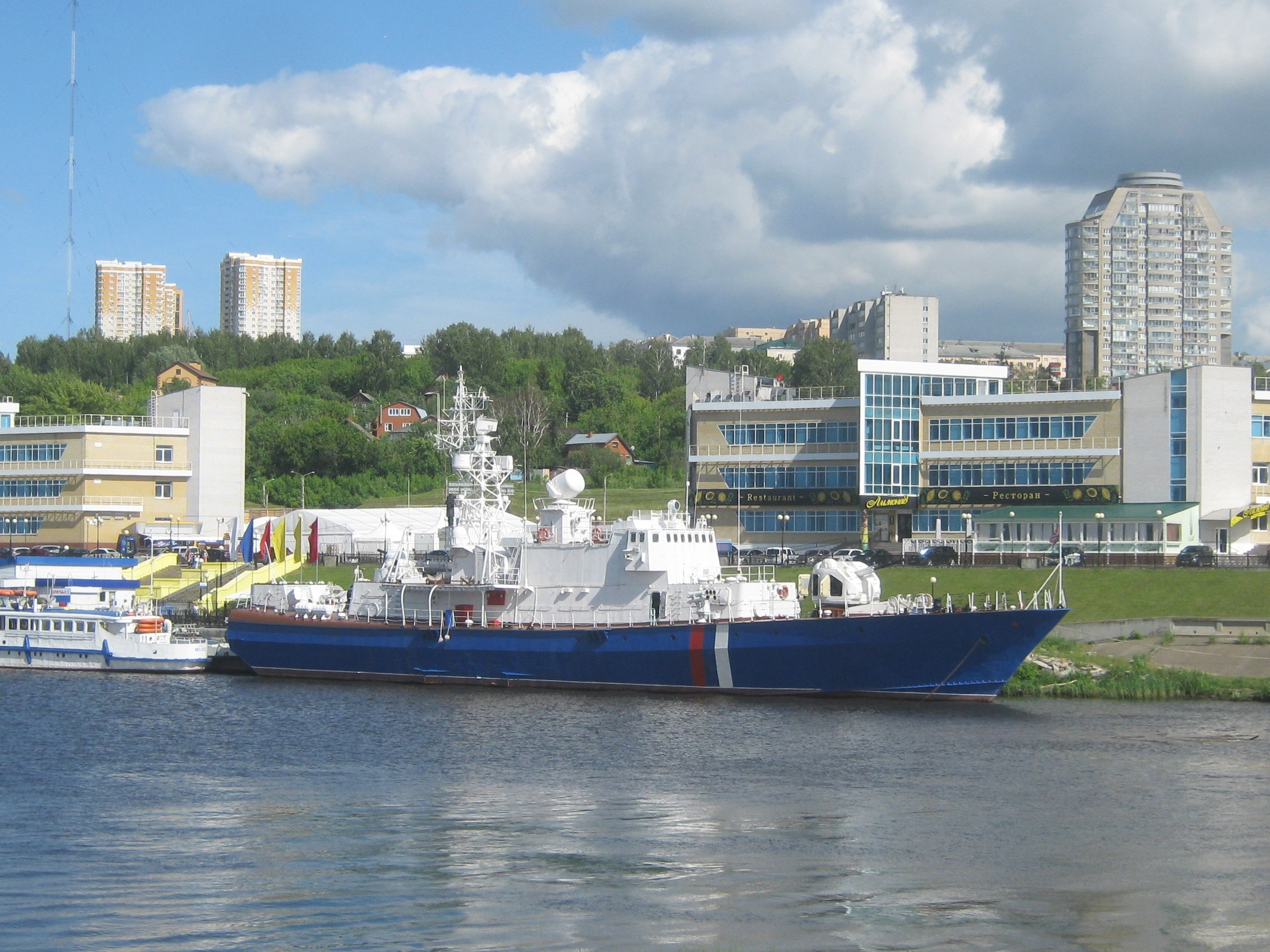
Корабль-музей «Чебоксары» (ПСКР 2-го ранга проекта 12412) у причала речного вокзала г. Чебоксары (2022 год). До списания в 2017 году входил в состав ПУ ФСБ России по Калининградской области.

### Комментарии
1. ↑  До 15 ноября 1923 года называлась Морпогранохраной ГПУ при НКВД РСФСР, затем до 10 июля 1934 года — Морпогранохраной ОГПУ при СНК СССР.
2. ↑  23 июня 1941 года по мобилизационному плану (согласно шифрограмме Главного управления пограничных войск НКВД СССР) Морпогранохрана НКВД СССР на Севере, Балтике, Чёрном и Каспийском морях была переведена в оперативное подчинение соответствующих флотов и флотилий ВМФ СССР (включая учебные части и военно-учебные заведения Морпогранохраны НКВД, а также подразделения пограничных катеров в составе сухопутных пограничных отрядов и ОКПП «Ленинград» на морских, речных и озёрных участках западной госграницы). 23 сентября 1941 года совместным приказом НК ВМФ и НКВД СССР все формирования Морпогранохраны НКВД, за 3 месяца до этого оперативно подчинённые флотским объединениям и соединениям, вошли в их состав организационно. Всего в 1941 году из Морпогранохраны НКВД СССР в состав ВМФ было передано 388 пограничных судов и более 10 000 человек личного состава. Кроме того 30 июня 1941 года НК ВМФ СССР было передано ещё 125 строящихся пограничных судов (согласно совместному приказу НК ВМФ и НКВД СССР)[1].
3. ↑  Приказ ГПУ при НКВД РСФСР № 5/1 от 2 января 1923 года.
4. ↑  Приказ ГПУ при НКВД РСФСР № 289/30 от 19 мая 1923 года.
5. ↑  Приказы ОГПУ при СНК СССР 1927 года № 103/42 и 1928 года № 132/52.
6. 1 2  Органы бывшего Госкомрыболовства, ликвидированного 17 марта 1997 года, и вошедшие после этого в состав Минсельхозпрода России.